# Crostini
Les crostini (crostino au singulier ; littéralement « petit croûte ») sont des hors-d'œuvre (ou antipasti) italiens, consistant en de petites tranches de pain grillé garnies.

## Caractéristiques
Le pain peut être recouvert de fromage, de viande, de légumes, ou peut être simplement servi avec un peu d'huile d'olive et des herbes, ou une sauce. Les crostini sont souvent servis avec du vin,. De même que la bruschetta, il semble que le crostino remonte au Moyen Âge, lorsque les paysans italiens mangeaient leur repas sur des tranches de pain, plutôt que dans des assiettes.
Dans la région de Bologne, les crostini sont éventuellement garnis de friggione.